# مغز (کامپیوتر ویروس)

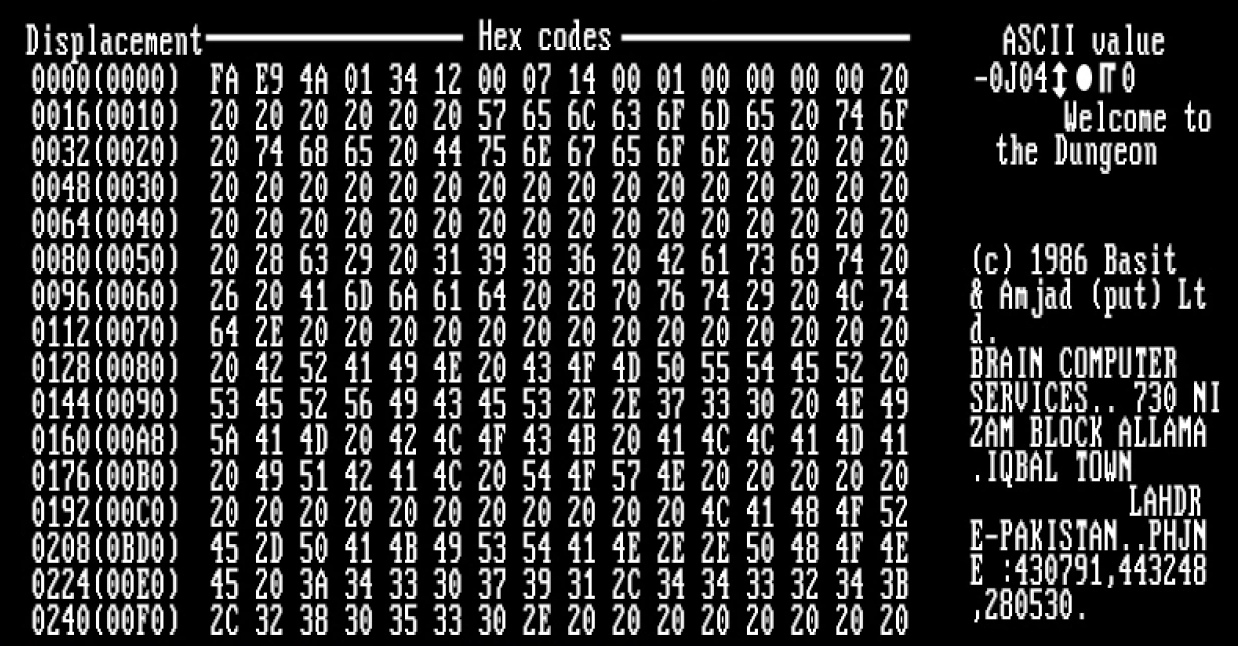
جزئیات این عکس شامل این موارد است:
این تصویر، هگز دامپ بخش بوت یک فلاپی (A:) است که اولین ویروس کامپیوتری در تاریخ PC به نام Brain روی آن وجود داشت.
از PC Tools Deluxe 4.22 به‌عنوان یک فایل منیجر و ویرایشگر سطح پایین استفاده می‌شد.
کامپیوتر یک پردازنده 8088 داشت که با سرعت 8 مگاهرتز کار می‌کرد و 640 کیلوبایت رم داشت.
کارت گرافیک آن CGA بود (4 رنگ با وضوح 320×200).

مغز نام استاندارد صنعتی ویروس رایانه ای است که در اولین فرم خود در ۱۹ ژانویه ۱۹۸۶ منتشر شد و اولین ویروس کامپیوتری برای ام‌اس-داس در نظر گرفته می‌شود.

## شرح
مغز با جایگزینی بخش بوت یک فلاپی دیسک با کپی ویروس، بر روی رایانه شخصی IBM تأثیر می‌گذارد. بخش بوت واقعی به بخش دیگری منتقل شده و به عنوان بد مشخص شده است. دیسک‌های آلوده معمولاً دارای پنج کیلوبایت بخش بد هستند. برچسب دیسک معمولاً به © Brain تغییر می‌یابد و متن زیر را می‌توان در بخشهای آلوده بوت مشاهده کرد:
Welcome to Dungeon (c) 1986 Amjads (pvt) Ltd VIRUS_SHOE RECORD V9.0 Dedicated to the dynamic memories of millions of viruses that are no longer with us today - thanks for the good!!! be careful. Virus: This is the recipient of the program that follows these messages. . . . $ # @ ٪ $ @! !.
تغییرات جزئی و عمده بسیاری در آن نسخه از متن وجود دارد. این ویروس سرعت درایو فلاپی را کاهش می‌دهد و باعث می‌شود حافظه هفت کیلوبایتی در دسترس DOS نباشد. مغز توسط امجد فاروق الوی و باسیت فاروق الوی نوشته شده است که در آن زمان در چاه میران، نزدیک ایستگاه راه‌آهن لاهور، در لاهور پاکستان زندگی می‌کردند. این برادران به مجلهتایم (مجله) گفتند که آنها این نرم‌افزار را برای محافظت از نرم‌افزار پزشکی خود در برابر کپی برداری غیرقانونی نوشته‌اند و هدف آن فقط نقض حق چاپ بود. پیام رمزآمیز «به سیاه چال خوش آمدید»، یک محافظ و اشاره به یک انجمن برنامه‌نویسی اولیه در Dungeon BBS، پس از یک سال ظاهر شد زیرا برادران مجوز نسخه بتا کد را صادر کردند. برای دریافت نسخه نهایی این نسخه از برنامه نمی‌توان با برادران تماس گرفت.
مغز فاقد کد مربوط به پارتیشن‌بندی دیسک سخت است و با بررسی مهم‌ترین تعداد درایو BIOS قابل دسترسی از آلوده شدن دیسک‌های سخت جلوگیری می‌کند. مغز در صورت پاک بودن بیت، دیسک را آلوده نمی‌کند، بر خلاف ویروس‌های دیگر آن زمان، که به پارتیشن‌بندی دیسک توجهی نکردند و در نتیجه داده‌های ذخیره شده روی دیسک‌های سخت را با درمان همانند دیسک‌های فلاپی از بین بردند. مغز غالباً به دلیل این امر غیر تخریبی عمدی قابل شناسایی نبود، به ویژه هنگامی که کاربر به سرعت کم دسترسی به فلاپی دیسک توجه و کم توجهی می‌کرد.
ویروس همراه با آدرس برادران و سه شماره تلفن و پیامی بود که به کاربر می‌گفت دستگاهشان آلوده است و برای تلقیح با آنها تماس می‌گیرد:
Welcome to the Dungeon © 1986 Basit & Amjads (pvt). BRAIN COMPUTER SERVICES 730 NIZAM
BLOCK ALLAMA IQBAL TOWN LAHORE-PAKISTAN PHONE: 430791,443248,280530. Beware of this VIRUS.... Contact us for vaccination...
این برنامه در ابتدا برای ردیابی یک برنامه مانیتورینگ قلب برای کامپیوتر IBM مورد استفاده قرار می‌گرفت و مردم نسخه‌های غیرقانونی دیسک‌ها را توزیع می‌کردند. این برنامه ردیابی قرار بود نسخه‌های غیرقانونی دیسک را متوقف کرده و ردیابی کند، با این وجود برنامه همچنین بعضی اوقات از پنج کیلوبایت گذشته در فلاپی اپل استفاده می‌کرد و باعث می‌شد تا ذخیره‌های اضافی دیسک توسط برنامه‌های دیگر ذخیره نشود.

## پاسخ نویسنده
وقتی برادران شروع به دریافت تعداد زیادی تماس تلفنی از مردم انگلستان، ایالات متحده و سایر مناطق کردند که خواستار ضدعفونی کردن دستگاه‌هایشان بودند، مبهوت شدند و سعی کردند برای تماس گیرندگان خشمگین توضیح دهند که انگیزه آنها نبوده است. بدخواه خطوط تلفن آنها بیش از حد زیاد بود. این برادران، به همراه برادر دیگرشان، شهید فاروق الوی، به عنوان ارائه دهنده خدمات اینترنت Brain NET با شرکتی به نام Brain Telecommunications Limited به تجارت در پاکستان ادامه دادند.
در سال ۲۰۱۱، ۲۵ سال پس از آزادی مغز، میکو هیپونن از اف‌سکیور برای مصاحبه با امجد برای ساخت یک مستند به پاکستان سفر کرد. با الهام گرفتن از این مستند و گسترش گسترده آن، گروهی از وبلاگ نویسان پاکستانی تحت عنوان بلاگرین با امجد مصاحبه کردند.

## انواع
ashar نسخه قدیمی مغز است. شش نوع وجود دارد که هر یک پیام متفاوتی دارند.